# Acuerdo ortográfico de la lengua portuguesa de 1990

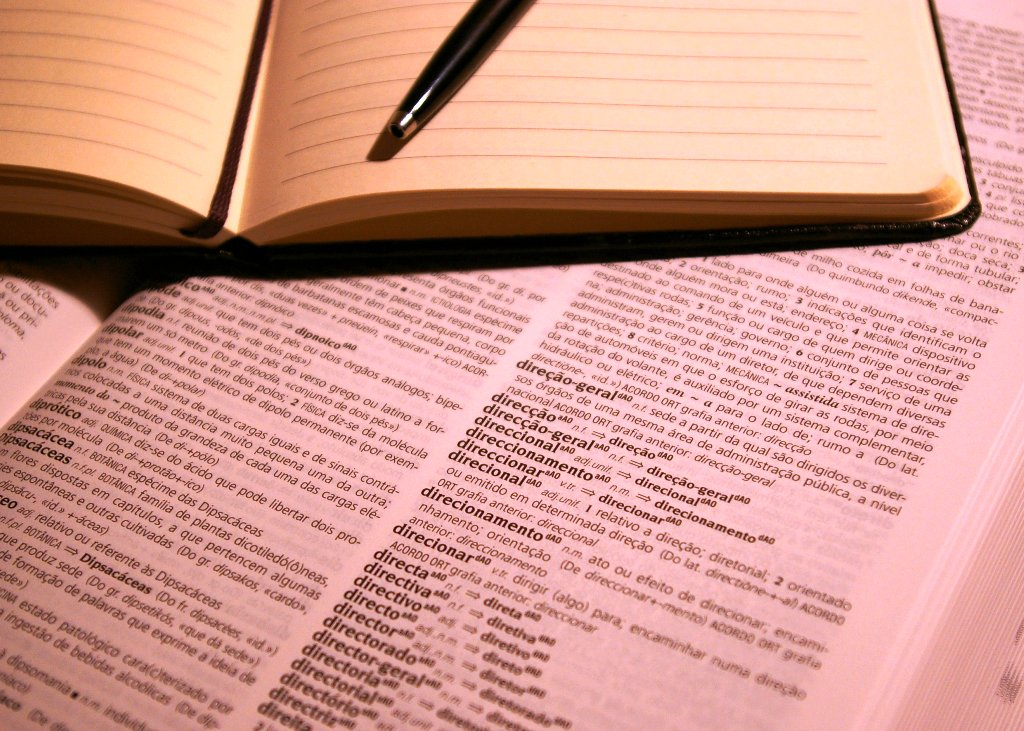
Diccionario con una indicación de las palabras modificadas por la entrada en vigencia del acuerdo ortográfico.

El Acuerdo ortográfico de la lengua portuguesa de 1990 o AO (en portugués: Acordo Ortográfico da Língua Portuguesa) es un tratado internacional cuyo objetivo es una ortografía unificada para el portugués que se pueda emplear en todos los países lusófonos. Lo firmaron representantes de Angola, Brasil, Cabo Verde, Guinea-Bisáu, Mozambique, Portugal y Santo Tomé y Príncipe en Lisboa, el 16 de diciembre de 1990, como culminación del trabajo entre Academia de las Ciencias de Lisboa y la Academia Brasileña de Letras iniciada en 1980. Timor Oriental se adhirió al Acuerdo en 2004, una vez conseguida su independencia. También contó con dos observadores de Galicia.
Este acuerdo busca instituir una única ortografía oficial de la lengua portuguesa con el objetivo de aumentar su prestigio internacional  y dar fin a la existencia de dos normas ortográficas oficiales divergentes: una en Brasil y otra en el resto de países de lengua portuguesa. En este contexto, los partidarios del acuerdo ponen la situación del idioma español como ejemplo a seguir, puesto que consta de una única norma ortográfica regulada por la Asociación de Academias de la Lengua Española. En cambio, el inglés presenta variaciones ortográficas entre los países que lo hablan y nunca ha sido objeto de regulación oficial, si bien sus diferencias ortográficas son menores que las presentes en la lengua portuguesa.[cita requerida]
La adopción de la nueva ortografía, de acuerdo con los datos de la nota explicativa del A (que se basan exclusivamente en una lista de 110 000 palabras de la Academia de las Ciencias de Lisboa), alteró las grafías de cerca del 1,6 % del total de las palabras en la norma "euro-afro-asiático-oceánica" (Portugal, PALOP, Timor Oriental y Macao) y de cerca de un 0,5 % en las grafías brasileñas.

## Antecedentes del acuerdo ortográfico
Antes del inicio del siglo XX, tanto en Portugal como en Brasil, la ortografía se basaba, por regla en la etimología latina o griega de cada palabra. 
Ejemplos
| Palabra original latina/griega | Portugués previo | Portugués actual | Español actual |
| ------------------------------ | ---------------- | ---------------- | -------------- |
| apprehendere                   | apprehender      | apreender        | aprehender     |
| ἀρχιτέκτων                     | Architectura     | arquitetura      | arquitectura   |
| caballos                       | cavallo          | cavalo           | caballo        |
| δίφθογγος                      | diphthongo       | ditongo          | diptongo       |
| scriptus                       | escripto         | escrito          | escrito        |
| γυμνάσιον                      | gymnasio         | ginásio          | gimnasio       |
| ὑπόθεσις                       | hypothese        | hipótese         | hipótesis      |
| μυστήριον                      | mysterio         | mistério         | misterio       |
| ορθο + γράφος                  | orthographia     | ortografia       | ortografía     |
| φλέγμᾰ                         | phleugma         | fleuma           | flema          |
| φύσις                          | Physica          | física           | física         |
| πολύς + τέχνη                  | Polytechnica     | politécnica      | politécnica    |
| prohibitum                     | prohibido        | proibido         | prohibido      |
| ῥητορικὴ                       | rhetorica        | retórica         | retórica       |
| scientiæ                       | Sciencia         | ciência          | ciencia        |
| σύμπτωμα                       | symptoma         | sintoma          | síntoma        |
| turannia                       | tyrannia         | tirania          | tiranía        |

Con estos ejemplos se ve que abundaban los  dígrafos de origen griego como ch (con sonido de k), ph, rh y th. La pronunciación era la misma que en la actualidad pero, por influencia del latín, había letras duplicadas o sordas que no se pronunciaban. Por ejemplo, la p de baptismo, que no pronunciaba —pero su presencia tenía un motivo, pues cambiaba la pronunciación de la a que la precedía—.
En 1911, tras la implementación de la república en Portugal, se llevó a cabo una profunda reforma ortográfica que modificó completamente el aspecto en la forma de escribir de la lengua portuguesa, acercándose mucho al portugués actual. Sin embargo, esta reforma se hizo sin ningún acuerdo con Brasil, por lo que los dos países quedaron con dos ortografías completamente diferentes: Portugal con una ortografía reformada, y Brasil, con una ortografía tradicional (o "pseudo-etimológica").
A lo largo de los años, la Academia de las Ciencias de Lisboa y la Academia Brasileña de Letras fueron protagonizando sucesivos intentos de establecer una grafía común en ambos países. En 1931 se llevó a cabo un primer acuerdo; sin embargo, con los vocabularios que se publicaron, en 1940 (en Portugal) y en 1943 (en Brasil), continuaron algunas divergencias; por consiguiente, se realizó un nuevo encuentro que dio origen al acuerdo ortográfico de 1945. Este acuerdo se convirtió en ley en Portugal, pero en Brasil no fue ratificado por el Congreso Nacional, por lo tanto, los brasileños siguieron rigiéndose por la ortografía mencionada en el Formulario Ortográfico de 1943.
Un nuevo entendimiento entre Portugal y Brasil —efectivo en 1971 en Brasil y en 1973 en Portugal— acercó un poco más la ortografía de ambos países, al suprimirse los acentos gráficos responsables del 70% de las diferencias entre las dos ortografías oficiales y que marcaron la sílaba subtónica en los vocablos derivados con el sufijo -mente o que comenzaban con -z- (ej.: sòmente, sòzinho). Nuevas tentativas de acuerdo se frustraron en 1975 —en parte debido al periodo de convulsión política que se vivía en Portugal, el proceso revolucionario en curso— y en 1986 —debido a la reacción que se levantó en ambos países, principalmente a propósito de la supresión de la acentuación gráfica de las palabras esdrújulas.
Mientras tanto, como, según los que proponían de la unificación, la persistencia de dos ortografías oficiales del portugués —la luso-africana y la brasileña— impedía la unidad intercontinental del portugués y disminuía su prestigio internacional, se elaboró un "Anteproyecto de bases de la ortografía unificada de la lengua portuguesa" en 1988, atendiendo a las críticas hechas a la propuesta de 1986, que culminó en el nuevo acuerdo de 1990.

## Historia del proceso

Países lusófonos.

### Intervinientes
Para la elaboración del acuerdo ortográfico, entre los días 6 y 12 de octubre de 1990, se reunieron en la Academia de las Ciencias de Lisboa las siguientes delegaciones:
- Angola: Filipe Silvino de Pina Zau.
- Brasil: Antônio Houaiss y Nélida Piñón.
- Cabo Verde: Gabriel Moacyr Rodrigues y Manuel Veiga.
- Galicia (observadores): António Gil Hernández y José Luís Fontenla.
- Guinea-Bissau: António Soares Lopes Júnior y João Wilson Barbosa.
- Mozambique: João Pontífice y Maria Eugénia Cruz.
- Portugal: Américo da Costa Ramalho, Aníbal Pinto de Castro, Fernando Cristóvão, Fernando Roldão Dias Agudo, João Malaca Casteleiro, José Tiago de Oliveira, Luís Filipe Lindley Cintra, Manuel Jacinto Nunes, Maria Helena da Rocha Pereira y Vasconcelos Marques.
- San Tomé y Príncipe: Albertino dos Santos Bragança y João Hermínio Pontífice.

#### Acuerdo y protocolos modificativos

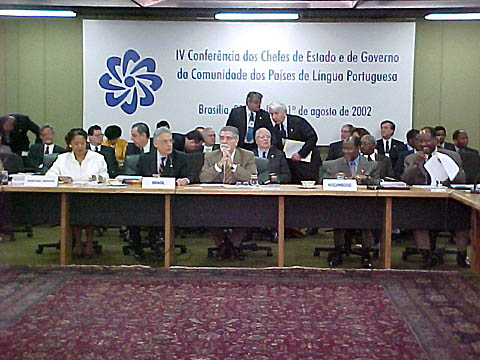
Reunión de los jefes de Estado y de gobierno de la CPLP.

En el artículo 3.º, el Acuerdo preveía su fecha de entrada en vigor al 1 de enero de 1994, mediante la ratificación de todos los miembros. No obstante, como apenas Portugal (el 23 de agosto de 1991), Brasil (el 18 de abril de 1995) y Cabo Verderatificaron el documento, su entrada en vigor quedó pendiente.
Así, el 17 de julio de 1998, en la ciudad de Praia, Cabo Verde, se asignó un "Protocolo Modificativo al Acuerdo Ortográfico de la Lengua Portuguesa" que retiró del texto original la fecha para su entrada en vigor, aunque seguiría siendo necesaria la ratificación de todos los firmantes para que el acuerdo de 1990 entrase en vigor. Una vez más, solo los parlamentos de Brasil, Portugal y Cabo Verde aprobaron este protocolo.
En julio de 2004, los jefes de Estado y de gobierno de la Comunidad de Países de Lengua Portuguesa (CPLP), reunidos en Santo Tomé y Príncipe, aprobaron un "Segundo Protocolo Modificativo al Acuerdo Ortográfico" que, además de permitir la adhesión de Timor Oriental, preveía que, en lugar de la ratificación por todos los países, sería suficiente que tres miembros de la CPLP ratificasen el acuerdo ortográfico para que este entrase en vigor en esos países.
Vasco Graça Moura, escritor y eurodiputado, el más conocido de los detractores portugueses del Acuerdo, defiende que el Segundo Protocolo Modificativo, como cualquier otra convención internacional, sólo obliga a su aplicación en cada país si fuera ratificado por todos los países firmantes, lo que aún no había ocurrido. Es decir, sólo después de que todos los países ratificasen este Protocolo, estarían obligados a implementar el Acuerdo internamente en caso de que fuera ratificado por tres países. La racionalidad jurídica de un tratado que obliga a un país a aprobar otro tratado en caso de que sea aprobado por países terceros está en disputa. Este argumento de la ilegalidad de la ratificación del Protocolo modificativo de 2004 es contestado por el jurista Vital Moreira. Mientras, Graça Moura no está de acuerdo con esa contestación.
Brasil ratificó el "Segundo Protocolo Modificativo" en octubre de 2004 y, en abril de 2005, Cabo Verde también lo hizo. El 17 de noviembre de 2006, Santo Tomé y Príncipe ratificó el Acuerdo y los dos protocolos modificativos, cumpliéndose lo establecido por este Protocolo.
A pesar de que, en la práctica, las nuevas normas ya podrían haber entrado en vigor en los tres países que ratificaron el Acuerdo y los protocolos modificativos, se consideró inviable avanzar sin que Portugal también diese por concluido todo el proceso. Tras algunos retrasos, la Asamblea de la República acabó por ratificar el Segundo Protocolo Modificativo el 16 de mayo de 2008, siendo el texto promulgado por el presidente de la república Cavaco Silva el 21 de julio de 2008. En Angola, el Ministerio de Educación también empezó a preparar la ratificación del Acuerdo, afirmando que entraría en vigor tras ser ratificado.
Mientras, los jefes de Estado y de gobierno de la CPLP, reunidos en Lisboa el día 25 de julio de 2008, en la Declaración sobre la Lengua Portuguesa manifestaron "su regocijo por la futura entrada en vigor del Acuerdo Ortográfico, reiterando el compromiso de todos los Estados miembros en el establecimiento de mecanismos de cooperación, con vista a compartir metodologías para su aplicación práctica". Para finales de 2008 se programó una reunión de los ministros de Cultura de los países de la CPLP para debatir la estrategia común de aplicación del Acuerdo Ortográfico. "En esa reunión habrá una definición de una política de dos años para todo lo que tenga que ver con la lengua en el ámbito de la CPLP. Uno de los puntos tiene que ver con la implementación, ejecución y aplicación del Acuerdo Ortográfico, y eso se va a hacer de forma coordinada", explicó el ministro português José António Pinto Ribeiro.

## Texto del acuerdo ortográfico
El texto del Acuerdo Ortográfico de la Lengua Portuguesa (1990) está compuesto por dos partes:
- Bases del acuerdo: donde se examinan exhaustivamente los 21 puntos (bases) objeto de estudio.
- Nota explicativa del acuerdo ortográfico de la lengua portuguesa: donde se explican y justifican las decisiones tomadas.

### Bases del acuerdo
- Base I - Del alfabeto y de los nombres propios extranjeros y sus derivados: se describe el alfabeto con la designación que se da a cada letra, restaurando las letras k e y, que habían sido proscritas del alfabeto portugués desde 1911 en Portugal y desde 1943 en Brasil, así como incluyendo la letra w. Se mantienen, sin embargo, las reglas fijadas anteriormente que restringen su uso en las abreviaturas, a las palabras de origen extranjero o sus derivados.

- Base II - De la h inicial y final: Se aborda el uso de la h en el inicio y al final de las palabras. Aparentemente no presenta alteraciones en relación con las normas anteriores. Sin embargo, el hecho de no hacer referencia expresa a la palabra húmido con H inicial, al contrario de lo que ocurre en el acuerdo ortográfico de 1945, llevó a que se plantease la hipótesis de que esa palabra pasara a escribirse exclusivamente úmido, como ocurre en Brasil. Mientras tanto, los diccionarios publicados hasta el momento (agosto de 2008) incluyen ambas grafías – húmido y úmido – como válidas. Habrá que esperar a la publicación de la nueva edición del Vocabulario Ortográfico de la Lengua Portuguesa para disipar dudas.

- Base III - De la homofonía de ciertos grafemas consonánticos: Aborda a la homofonía existente entre ciertos grafemas consonánticos por consecuencia, fundamentalmente, de la historia de las palabras. Específicamente, se da atención a la distinción gráfica entre ch y x; entre g, con valor de fricativa palatal, y j; entre las letras s, ss, c, ç y x, que representan sibilantes sordas; entre s de fin de sílaba (inicial, interior e final) y x y z con idéntico valor fónico; y entre las letras interiores s, x e z, que representan sibilantes sonoras. No están previstos en esta base los casos en que la tradición lexicográfica portuguesa y la brasileña divergen en el uso de ch / x (por ejemplo: champô / xampu, chichi / xixi); en el uso de g / j (por ejemplo: alforge / alforje, beringela / berinjela); en el uso de ss / ç (por ejemplo: missanga / miçanga); y en ciertas designaciones toponímicas (por ejemplo: Singapura / Cingapura).

- Base IV - De las secuencias consonánticas: Es en esta base que se define la supresión de las llamadas consonantes mudas, aún en uso en Portugal, y en los casos de doble grafía. Aborda el uso de la c, con valor de oclusiva velar, de las secuencias interiores cc (segunda c con valor de sibilante), cç y ct, y la p en las secuencias interiores pc (c con valor de sibilante), pç y pt, que ora se conservan, ora se eliminan. Define, también la facultad de uso, cuando hay oscilación entre su pronunciación y su enmudecimiento, de la b de la secuencia bd; (en súbdito); de la b de la secuencia bt (en subtil y sus derivados); de la g de la secuencia gd (en amígdala, amigdalite, etc.); de la m de la secuencia mn (en amnistia, indemnizar, omnipotente, omnisciente, etc.); de la t de la secuencia tm (en aritmética y aritmético).

- Base V - De las vocales átonas: Regula el empleo de las vocales e, i, o y u en sílaba átona, establecido fundamentalmente por razones etimológicas e histórico-fonéticas.

- Base VI - De las vocales nasales: Aborda la representación de las vocales nasales mediante la virgulilla la m o la n.

- Base VII - De los diptongos: Define los diptongos orales, tónicos o átonos, distribuidos por dos grupos gráficos principales, conforme al segundo elemento del diptongo se representa por i o u: ai, ei, éi, ui; au, eu, éu, iu, ou; diptongos representados por vocal con virgulilla y semivocal; diptongos representados por una vocal seguida de una consonante nasal m.

- Base VIII - De la acentuación gráfica de las palabras oxítonas: Se regula el uso del acento agudo y del acento circunflejo, así como los casos en que se prescinde de acento gráfico para distinguir palabras oxítonas homógrafas, pero heterofónicas, y las excepciones. Se definen, también, los casos de doble acentuación, atendiendo a las diferencias de pronunciación entre el portugués de Portugal y el portugués de Brasil, ya que el sistema de acentuación gráfica del portugués no se limita, en general, a indicar la tonicidad de las vocales sobre las cuales recae el golpe de voz, sino que también distingue su timbre.

- Base IX - De la acentuación gráfica de las palabras paroxítonas: Se definen las palabras que reciben acento agudo y circunflejo; así como las que no se acentúan gráficamente. También aquí se prevén algunas casos facultativos y de doble acentuación.

- Base X - De la acentuación de las vocales tónicas escritas i y u de las palabras oxítonas y paroxítonas: Se abordan los casos en que llevan acentuación gráfica las vocales tónicas escritas i y u de las palabras oxítonas y paroxítonas y los casos en que no la llevan.

- Base XI - De la acentuación gráfica de las palabras proparoxítonas: Se definen los casos en que las palabras proparoxítonas, reales o aparentes, llevan acento agudo; los casos en que llevan acento circunflejo; y los casos en que pueden llevar cualquiera de los dos, agudo o circunflejo, dependiendo del timbre, respectivamente, abierto o cerrado en la pronunciación culta de la lengua de las vocales tónicas e u o al final de sílaba, cuando van seguidas de consonantes nasales escritas m o n.

- Base XII - Del empleo del acento grave: Aborda los casos en que el acento grave debe ser utilizado.

- Base XIII - De la supresión de los acentos en palabras derivadas: Se refiere específicamente a los casos de los adverbios en -mente, derivados de adjetivos con acento agudo o circunflejo y a las palabras derivadas que contienen sufijos iniciados por z- y cuyas formas de base presentan vocal tónica con acento agudo o circunflejo. Esta supresión ya era práctica común en Brasil desde 1971 y en los demás países lusófonos desde 1973.

- Base XIV - De la diéresis: Estipula la supresión completa de la diéresis, en palabras portuguesas o naturalizadas, exceptuándose las palabras derivadas de nombres propios extranjeros (por ejemplo: mülleriano, de Müller).

- Base XV - Del guion en los compuestos, locuciones y encadenamientos: Define el empleo del guion en las palabras compuestas por yuxtaposición; en los topónimos compuestos; en las palabras compuestas que designan especies botánicas y zoológicas; en los compuestos con los adverbios bem, mal, além, aquém, recém y sem; en las locuciones de cualquier tipo, sean sustantivas, adjetivas, pronominales, adverbiales, prepositivas o conjuncionales; en la unión de dos o más palabras que ocasionalmente se combinan, formando encadenamientos de vocablos o combinaciones históricas u ocasionales de topónimos.

- Base XVI - Del guion en las formaciones por prefijación, recomposición y sufijación: Especifica los casos en que se emplea el guion en las formaciones con prefijos y en formaciones por recomposición; los casos en que inequívocamente no se emplea; y su uso en los vocablos de origen tupí-guaraní.

- Base XVII - Del guion en la enclisis, en la tesis y con el verbo haver: Aborda el empleo del guion en la enclisis y en la tmesis; los casos en que no se usa en la unión de la preposición de a las formas monosilábicas del presente de indicativo del verbo haver.

- Base XVIII - Del apóstrofo: Estipula los casos en que se usa el apóstrofo y aquellos en que no se admite.

- Base XIX - De las minúsculas y mayúsculas: Define los casos en que han de emplearse las mayúscula y minúsculas iniciales deben. Se admite la posibilidad de que obras especializadas sigan otras reglas provenientes de códigos o normalizaciones específicas (terminologías antropológica, geológica, bibliológica, botánica, zoológica, etc.), de entidades científicas o normalizadoras reconocidas internacionalmente.

- Base XX - De la división silábica: Aborda la división silábica, y designa los casos en que las sucesiones de dos consonantes pueden o no ser divididas; la división de vocales; y la de los digramas.

- Base XXI - De las firmas: Asegura la posibilidad de que los individuos, las firmas comerciales, los nombres de sociedades, marcas y los títulos con registro público puedan mantener su escritura actual.

### Nota explicativa
La Nota explicativa del acuerdo ortográfico de la lengua portuguesa, redactada por el grupo proponente del texto del Acuerdo, acompaña al mismo y es el documento donde se explicitan las diversas alteraciones en relación con las grafías anteriores y se justifican las opciones tomadas. De forma abreviada, tiene la siguiente estructura:
1. Memoria breve de los acuerdos ortográficos
2. Razones del fracaso de los acuerdos ortográficos
3. Forma y sustancia del nuevo texto
4. Conservación o supresión de las consonantes c, p, b, g, m y t en ciertas secuencias consonánticas (base IV)
5. Sistema de acentuación gráfica (bases VIII a XIII)
6. Empleo del guion (bases XV a XVII)
7. Otras alteraciones de contenido: inserción del alfabeto (base I) y abolición de la diéresis (base XIV)
8. Estructura del nuevo texto

## Comparación entre las diferentes ortografías del portugués
La siguiente tabla compara las dos ortografías en uso en su momento y la ortografía unificada que se propuso con este acuerdo:
| Ortografía previa en Portugal, África y Asia                                                                                         | Ortografía previa en Brasil | Ortografía unificada | Traducción al castellano |
| --- | --- | --- | --- |
| De facto, o português é actualmente a terceira língua europeia mais falada do mundo.                                                 | De fato, o português é atualmente a terceira língua européia mais falada do mundo.                                                  | De facto / fato, o português é atualmente a terceira língua europeia mais falada do mundo.                                                       | De hecho, el portugués es actualmente la tercera lengua europea más hablada del mundo.                                        |
| Não é preciso ser génio para saber que o aspecto económico pesa muito na projecção internacional de qualquer língua.                 | Não é preciso ser gênio para saber que o aspecto econômico pesa muito na projeção internacional de qualquer língua.                 | Não é preciso ser génio / gênio para saber que o aspeto / aspecto económico / econômico pesa muito na projeção internacional de qualquer língua. | No es preciso ser un genio para saber que el aspecto económico pesa mucho en la proyección internacional de cualquier lengua. |
| Não há nada melhor do que sair sem direcção, rumando para Norte ou para Sul, para passar um fim-de-semana tranquilo em pleno Agosto. | Não há nada melhor do que sair sem direção, rumando para norte ou para sul, para passar um fim de semana tranqüilo em pleno agosto. | Não há nada melhor do que sair sem direção, rumando para norte ou para sul, para passar um fim de semana tranquilo em pleno agosto.              | No hay nada mejor que salir sin dirección, con rumbo norte o sur, para pasar un fin de semana tranquilo en pleno agosto.      |
| Dizem que é uma sensação incrível saltar de pára-quedas pela primeira vez em pleno voo.                                              | Dizem que é uma sensação incrível saltar de pára-quedas pela primeira vez em pleno vôo.                                             | Dizem que é uma sensação incrível saltar de paraquedas pela primeira vez em pleno voo.                                                           | Dicen que es una sensación increíble saltar en paracaídas por primera vez en pleno vuelo.                                     |

## Principales alteraciones
El AO prevé alteraciones en la manera de escribir de las personas que hablan la lengua portuguesa. En Brasil las alteraciones fueron mayormente en el nivel de acentuación, y en los países restantes tuvo más efecto en las consonantes designadas mudas.

### Cambios en Brasil
En Brasil, aproximadamente el 0,5 % de las palabras sufrió modificaciones. Estas alteraciones inciden, sobre todo, en la eliminación de los acentos de las terminaciones -éia(s) y -ôo(s), como en "assembléia" y en "enjôo", que pasaron a escribirse "assembleia" y "enjoo", respectivamente.
| Norma anterior (pt-BR) | Acuerdo ortográfico | En español |
| ---------------------- | ------------------- | ---------- |
| assembléia             | assembleia          | asamblea   |
| colméia                | colmeia             | colmena    |
| européia               | europeia            | europea    |
| idéia                  | ideia               | idea       |
| platéias               | plateias            | plateas    |
| atordôo                | atordoo             | aturdo     |
| perdôo                 | perdoo              | perdono    |
| povôo                  | povoo               | pueblo     |
| vôos                   | voos                | vuelos     |

Otra regla consiste en la completa eliminación de la diéresis en palabras formadas por qü y gü en las que se pronuncia la u, como en "freqüência" y en "lingüiça", las cuales han pasado a escribirse "frequência" y "linguiça", respectivamente. También se le ha sacado el acento agudo a la u tónica después de una q o una g y antes de una e o una i, como en "apazigúe".
| Norma anterior (pt-BR) | Acuerdo ortográfico | En español |
| ---------------------- | ------------------- | ---------- |
| agüentar               | aguentar            | aguantar   |
| apazigúe               | apazigue            | apacigüe   |
| argúi                  | argui               | arguye     |
| delinqúis              | delinquis           | delinquís  |
| eloqüente              | eloquente           | elocuente  |
| freqüência             | frequência          | frecuencia |
| lingüiça               | linguiça            | longaniza  |
| obliqúe                | oblique             | oblicue    |
| pingüim                | pinguim             | pingüino   |
| qüinqüênio             | quinquênio          | quinquenio |
| tranqüilo              | tranquilo           | tranquilo  |

### Cambios en los restantes países lusófonos
Según los promotores del Acuerdo, en los países lusófonos aparte de Brasil, los cambios afectaron a cerca del 1,6 % del vocabulario total. Los cambios más significativos consisten en la eliminación sistemática de las consonantes c y p en palabras en las que estas letras invariablemente no se articulen en las variantes cultas de la lengua, como en "óptimo" y en "correcto", pasando a escribirse "ótimo" y "correto", respectivamente.
| Norma anterior (pt-PT) | Acuerdo ortográfico | En español |
| ---------------------- | ------------------- | ---------- |
| acção                  | ação                | acción     |
| acto                   | ato                 | acto       |
| actriz                 | atriz               | actriz     |
| adoptar                | adotar              | adoptar    |
| afecto                 | afeto               | afecto     |
| baptismo               | batismo             | bautismo   |
| correcto               | correto             | correcto   |
| director               | diretor             | director   |
| Egipto                 | Egito               | Egipto     |
| eléctrico              | elétrico            | eléctrico  |
| excepção               | exceção             | excepción  |
| projecto               | projeto             | proyecto   |
| objectivo              | objetivo            | objetivo   |
| óptimo                 | ótimo               | óptimo     |
| reacção                | reação              | reacción   |
| selecção               | seleção             | selección  |

Se eliminó también el guion en las formas verbales monosílabas del verbo haver en el presente del indicativo con la preposición de.
| Norma anterior (pt-PT) | Acuerdo ortográfico | En español |
| ---------------------- | ------------------- | ---------- |
| hei-de                 | hei de              | he de      |
| hás-de                 | hás de              | has de     |
| há-de                  | há de               | ha de      |
| heis-de                | heis de             | habéis de  |
| hão-de                 | hão de              | han de     |

Meses, estaciones del año y puntos cardinales cuando designan regiones, dejan de ser escritos con letras mayúsculas:
| Norma anterior (pt-PT) | Acuerdo ortográfico | En español |
| ---------------------- | ------------------- | ---------- |
| Janeiro                | janeiro             | enero      |
| Março                  | março               | marzo      |
| Junho                  | junho               | junio      |
| Setembro               | setembro            | septiembre |
| Dezembro               | dezembro            | diciembre  |
| Primavera              | primavera           | primavera  |
| Verão                  | verão               | verano     |
| Outono                 | outono              | otoño      |
| Inverno                | inverno             | invierno   |
| Norte                  | norte               | norte      |
| Sul                    | sul                 | sul        |

### Cambios en todos los países lusófonos
En todos los países lusófonos se alteraron las reglas del uso del guion:
| Norma anterior | Acuerdo ortográfico | En español     |
| -------------- | ------------------- | -------------- |
| anti-religioso | antirreligioso      | antirreligioso |
| anti-semita    | antissemita         | antisemita     |
| co-ordenar     | coordenar           | coordinar      |
| extra-escolar  | extraescolar        | extraescolar   |
| fim-de-semana  | fim de semana       | fin de semana  |
| arquiinimigo   | arqui-inimigo       | archienemigo   |
| microondas     | micro-ondas         | microondas     |

Se suprime el acento circunflejo en la terminación -êem, que se encontraba en algunas conjugaciones de verbos: 
| Norma anterior | Acuerdo ortográfico | En español |
| -------------- | ------------------- | ---------- |
| crêem          | creem               | creen      |
| dêem           | deem                | den        |
| descrêem       | descreem            | descreen   |
| desdêem        | desdeem             | desdén     |
| lêem           | leem                | leen       |
| relêem         | releem              | releen     |
| revêem         | reveem              | revén      |
| vêem           | veem                | ven        |

Se suprime el acento agudo que se encontraba en ói cuando venía en palabras paroxítonas, sin embargo, todavía se lo conserva cuando viene en palabras oxítonas como constrói y, obviamente, en palabras proparoxítonas como aracnóideo:
| Norma anterior | Acuerdo ortográfico | En español |
| -------------- | ------------------- | ---------- |
| andróide       | androide            | androide   |
| apóio          | apoio               | apoyo      |
| asteróide      | asteroide           | asteroide  |
| bóia           | boia                | boya       |
| heróico        | heroico             | heroico    |
| jóia           | joia                | joya       |
| lóio           | loio                | loyo       |
| metanóia       | metanoia            | metanoia   |
| paranóico      | paranoico           | paranoico  |

Se suprime los siguientes acentos diferenciales, como el del verbo pára, que viene del infinitivo parar, que estaba allí para diferenciar la palabra de la preposición para, pero ahora con este acuerdo ya no se lo usa porque el texto del acuerdo dice que el lector ya sabría diferenciarlas por el contexto:
| Norma anterior | Acuerdo ortográfico | En español |
| -------------- | ------------------- | ---------- |
| côa            | coa                 | cuela      |
| pára           | para                | para       |
| péla           | pela                | pela       |
| pélo           | pelo                | pelo       |
| pêlo           | pelo                | pelaje     |
| péra           | pera                | piedra     |
| pêra           | pera                | pera       |
| pólo           | polo                | polo       |
| pôlo           | polo                | pollo      |

No todos los acentos diferenciales fueron abolidos, todavía se escriben algunos:
| Acuerdo ortográfico | En español |
| ------------------- | ---------- |
| dêmos               | demos      |
| fôrma               | forma      |
| pôde                | pudo       |
| pôr                 | poner      |
| têm                 | tienen     |
| vêm                 | vienen     |

A fin de contemplar las diferencias fonéticas existentes, existen abundantes casos de excepciones previstas en el Acuerdo, como letras que son pronunciadas en Portugal, pero no lo son en Brasil (la c en facto), letras que son pronunciadas en Brasil, pero no lo son en Portugal (la p en recepção) y diferencias en acentuación, en Brasil se prefiere el acento circunflejo antes de la n y la m, mientras en Portugal se prefiere el acento agudo. También hay algunas palabras específicas las cuales se escriben diferente por razones culturales, como conosco y úmido en Brasil y connosco y húmido en Portugal. Se admite así la doble grafía en muchas palabras:
| Portugués brasileño | Portugués europeo | Español      |
| ------------------- | ----------------- | ------------ |
| anistia             | amnistia          | amnistía     |
| bebê                | bebé              | bebé         |
| bônus               | bónus             | bono         |
| conosco             | connosco          | con nosotros |
| corrupção           | corrução          | corrupción   |
| cotidiano           | quotidiano        | cotidiano    |
| econômico           | económico         | económico    |
| eletrônico          | eletrónico        | electrónico  |
| fato                | facto             | facto        |
| gênero              | género            | género       |
| indenização         | indemnização      | indemnidad   |
| Pireneus            | Pirenéus          | Pirineos     |
| quilômetro          | quilómetro        | kilómetro    |
| recepção            | receção           | recepción    |
| seção               | secção            | sección      |
| sutil               | subtil            | sutil        |
| úmido               | húmido            | húmedo       |

## Fuente
- Esta obra contiene una traducción parcial derivada de «Acordo Ortográfico de 1990» de Wikipedia en portugués, concretamente de esta versión, publicada por sus editores bajo la Licencia de documentación libre de GNU y la Licencia Creative Commons Atribución-CompartirIgual 4.0 Internacional.